# Broos van Erp Prijs
De Broos van Erp Prijs is een prijs die jaarlijks door het ministerie van Economische Zaken wordt uitgereikt aan jonge bedrijven die een innovatief product op het gebied van nieuwe media hebben ontwikkeld. De prijs werd op 27 mei 1998 voor het eerst uitgereikt, aan de Nederlandse Service Apotheek.
De Broos van Erp Prijs is bedoeld voor bedrijven die maximaal drie jaar bestaan en niet meer dan honderd medewerkers in dienst hebben. De uitreiking vindt sinds 2003 plaats tijdens het jaarlijkse Nationaal ICT Event. De onderscheiding is genoemd naar het voormalige VVD-Kamerlid Broos van Erp (1933-1997).

## Winnaars Broos van Erp Prijs
| Jaar | Winnaar                      | Genomineerden                                                                                                 |
| ---- | ---------------------------- | --- |
| 1998 | Nederlandse Service Apotheek | Onbekend |
| 1999 | Bibit                        | Onbekend |
| 2000 | Realmapping                  | ConsumerDesk E-competence net Euroclix Permissive Marketing GriNS Opinionbar Q-go Triple Deal UnitedConsumers |
| 2001 | Onbekend                     | Onbekend |
| 2002 | DMDSecure                    | Aditel Collexis File2Share                                                                                    |
| 2003 | HowardsHome                  | Barito Business Solutions Inpaqt Interactive Mirror                                                           |
| 2004 | Backbase                     | Dokter.nl Hubhop Nika Productions                                                                             |
| 2005 | 3mensio Medical Imaging BV   | Izecom KSYOS PKM Solutions                                                                                    |
| 2006 | Solutions Radio              | Codeglue Q-go Venspro                                                                                         |
| 2007 | Paydutch                     | 1Uptoys AED KSYOS                                                                                             |
| 2008 | I-wood                       | Innoviting Sellaband Stichting de Groene Garage                                                               |
| 2009 | Badge2Match                  | Artifical Industry Brad MimicMe                                                                               |
| 2010 | Serious Toys                 | Catawiki Greeting Mimic Media                                                                                 |